# Katharina Kramer
Katharina Kramer (Innsbruck, 15 de julio de 1968) es una periodista y presentadora de televisión austríaca.
Estudió germanística, americanismo, filología inglesa e historia del arte y los compaginó con distintos trabajos en emisoras de radio. Interrumpió sus estudios antes de los exámenes finales y comenzó como editora del diario Kurier. En el año 1996 empieza a trabajar en ORF Tirol. Inicialmente trabajó como reportera y redactora jefa en Radio Tirol, y desde 1999 empezó a presentar el programa Tirol heute. Desde abril de 2007 hasta septiembre de 2012 presentó, alternándose con Wolfram Pirchner, el programa Heute in Österreich.
Está casada y vive en Innsbruck y Viena.